# Pierre Monneret
Pierre Monneret (Parigi, 12 gennaio 1931 – Dourdan, 27 febbraio 2010) è stato un pilota motociclistico francese.

## Carriera

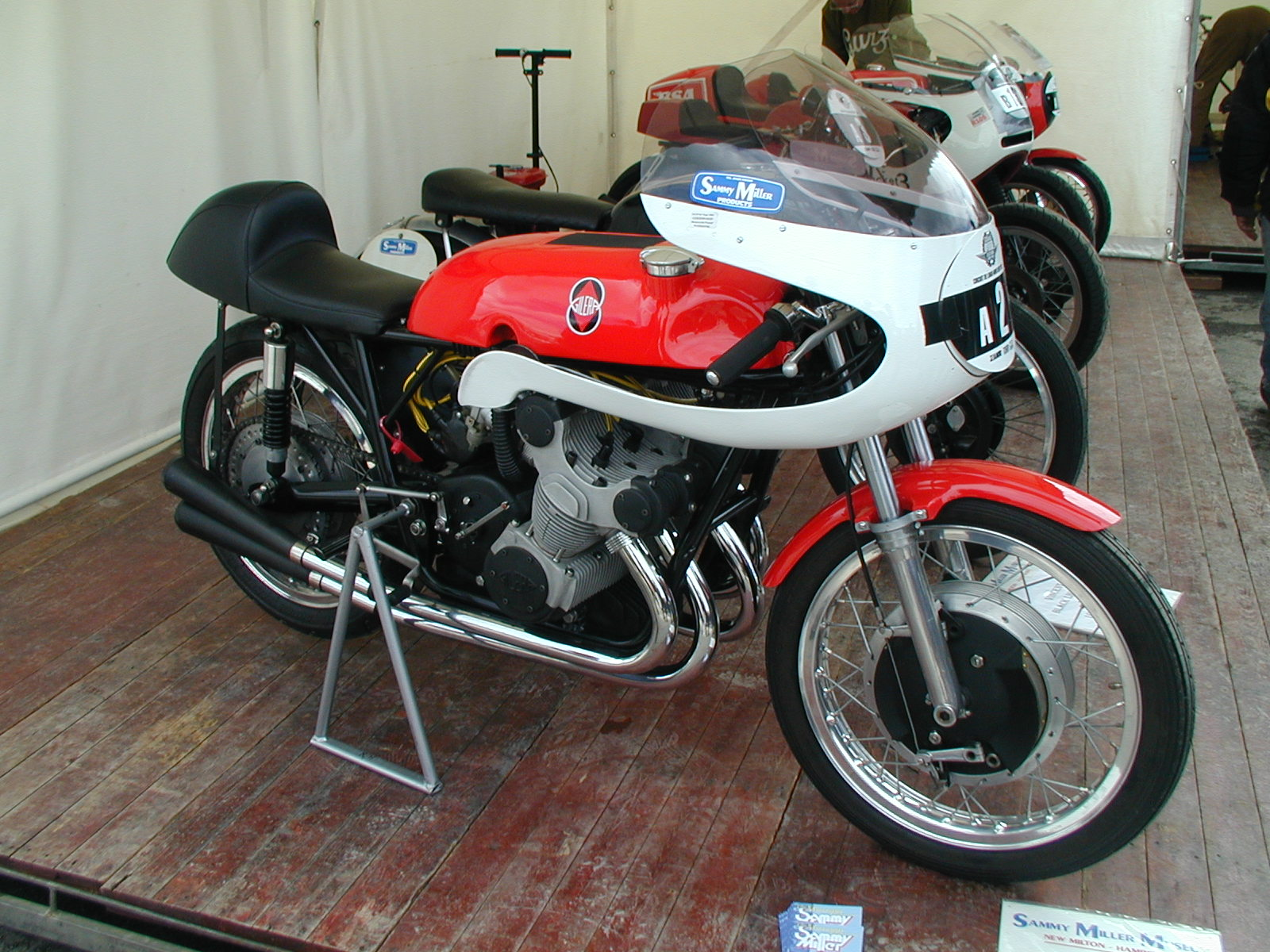
Gilera 500 GP.

Figlio di Georges Monneret, il più amato campione francese che in campo motociclistico aveva conquistato 499 gare e 183 record mondiali di velocità, Pierre seguì la vocazione paterna, così come il fratello gemello Jean e il fratellastro Philippe.
Dopo aver esordito nel Motomondiale nell'edizione del 1953 ha ottenuto 8 volte punti nei Gran Premi arrivando sempre sul podio, vincendone 2 e classificandosi, nel 1956, quarto nella classifica iridata della classe 500.
Ha partecipato perlopiù ai GP svoltisi in Francia o nelle nazioni limitrofe, ottenendo le sue due vittorie nell'edizione del 1954. Con questi successi, ottenuti alla guida di due moto ufficiali di case diverse, la AJS nella "350" e la Gilera nella "500". Fu il primo pilota francese a conquistare una vittoria nella classe regina del Motomondiale, durante il Gran Premio motociclistico di Francia sul circuito di Reims.
In collaborazione con il padre e il fratello Jean, alternandosi alla guida di una Puch 125 TS, l'8 marzo 1951 aveva stabilito un record per la percorrenza di 40.000 km (equivalenti alla circonferenza della terra) in 24 giorni, 21 ore e 43 minuti. Cinque mesi dopo, il 15 agosto, Pierre Monneret batté il record mondiale sulle 24 ore, con 2.991 km percorsi, alternandosi alla guida di una Puch 125 TFS con il padre e i piloti Robert Moury e Johann Weingartmann.
È stato anche vincitore di svariati titoli nazionali francesi..

## Risultati nel motomondiale

### Classe 125
| 1956 | Classe | Moto   |   |   |   |   |   |   |  |  |  | Punti | Pos. |
| ---- | ------ | ------ | - | - | - | - | - | - |  |  |  | ----- | ---- |
| 1956 | 125    | Gilera | - | - | 3 | - | - | - |  |  |  | 4     | 9º   |

| Legenda | 1º posto        | 2º posto            | 3º posto            | A punti      | Senza punti        | Grassetto – Pole position Corsivo – Giro più veloce |
| Legenda | Gara non valida | Non qual./Non part. | Ritirato/Non class. | Squalificato | '-' Dato non disp. | Grassetto – Pole position Corsivo – Giro più veloce |

### Classe 350
| 1953 | Classe | Moto |   |   |   |    |   |   |   |   |    | Punti | Pos. |
| ---- | ------ | ---- | - | - | - | -- | - | - | - | - | -- | ----- | ---- |
| 1953 | 350    | AJS  | - | - | - | NE | 2 | - | - | - | NE | 6     | 8º   |

| 1954 | Classe | Moto |   |   |   |   |   |   |   |   |   | Punti | Pos. |
| ---- | ------ | ---- | - | - | - | - | - | - | - | - | - | ----- | ---- |
| 1954 | 350    | AJS  | 1 | - | - | - | - | - | - | - | - | 8     | 10º  |

| Legenda | 1º posto        | 2º posto            | 3º posto            | A punti      | Senza punti        | Grassetto – Pole position Corsivo – Giro più veloce |
| Legenda | Gara non valida | Non qual./Non part. | Ritirato/Non class. | Squalificato | '-' Dato non disp. | Grassetto – Pole position Corsivo – Giro più veloce |

### Classe 500
| 1953 | Classe | Moto         |  |  |  |    |    |  |  |   |     | Punti | Pos. |
| ---- | ------ | ------------ |  |  |  | -- | -- |  |  | - | --- | ----- | ---- |
| 1953 | 500    | AJS e Gilera |  |  |  | NE | 12 |  |  | 9 | Rit | 0     |      |

| 1954 | Classe | Moto   |   |  |    |     |  |  |   |     |  | Punti | Pos. |
| ---- | ------ | ------ | - |  | -- | --- |  |  | - | --- |  | ----- | ---- |
| 1954 | 500    | Gilera | 1 |  | AN | Rit |  |  | 7 | Rit |  | 8     | 6º   |

| 1955 | Classe | Moto   |  |    |  |  |   |  |  |     |  | Punti | Pos. |
| ---- | ------ | ------ |  | -- |  |  | - |  |  | --- |  | ----- | ---- |
| 1955 | 500    | Gilera |  | 10 |  |  | 2 |  |  | Rit |  | 6     | 7º   |

| 1956 | Classe | Moto   |  |  |   |   |  |   |  |  |  | Punti | Pos. |
| ---- | ------ | ------ |  |  | - | - |  | - |  |  |  | ----- | ---- |
| 1956 | 500    | Gilera |  |  | 3 | 3 |  | 3 |  |  |  | 12    | 4º   |

| Legenda | 1º posto        | 2º posto            | 3º posto            | A punti      | Senza punti        | Grassetto – Pole position Corsivo – Giro più veloce |
| Legenda | Gara non valida | Non qual./Non part. | Ritirato/Non class. | Squalificato | '-' Dato non disp. | Grassetto – Pole position Corsivo – Giro più veloce |